# Liste des unités des troupes de marine françaises

## Parachutiste
- 1er régiment de parachutistes d'infanterie de marine
- 2e régiment de parachutistes d'infanterie de marine
- 3e régiment de parachutistes d'infanterie de marine
- 5e bataillon de parachutistes d'infanterie de marine (dissous)
- 6e régiment de parachutistes d'infanterie de marine (dissous)
- 7e régiment de parachutistes d'infanterie de marine (dissous)
- 8e régiment de parachutistes d'infanterie de marine
- 10e bataillon de parachutistes coloniaux (dissous)
- Groupe colonial de commandos parachutistes de Madagascar (dissous)
- Groupe colonial de commandos parachutistes d'AEF (dissous)
- Compagnie parachutiste d'infanterie de marine (dissoute)

## Infanterie
Certaines de ces unités, en particulier les bataillons, sont de facto interarmes.
- 2e régiment d'infanterie de marine
- 3e régiment d'infanterie de marine
- 4e régiment d'infanterie de marine (dissous)
- 9e régiment d'infanterie de marine
- 11e régiment d'infanterie de marine (dissous)
- 21e régiment d'infanterie de marine
- 33e régiment d'infanterie de marine
- 43e régiment d'infanterie de marine (dissous)
- 66e régiment d'infanterie de marine

- Régiment de marche du Tchad

- 1er bataillon d'infanterie de marine (dissous)
- 2e bataillon d'infanterie de marine (dissous)
- 3e bataillon d'infanterie de marine (dissous)
- 4e bataillon d'infanterie de marine (dissous)
- 5e bataillon d'infanterie de marine (dissous)
- 6e bataillon d'infanterie de marine (dissous)
- 7e bataillon d'infanterie de marine (dissous)
- 8e bataillon d'infanterie de marine (dissous)
- 9e bataillon d'infanterie de marine (dissous)
- 10e bataillon d'infanterie de marine (dissous)
- 11e bataillon d'infanterie de marine (dissous)
- 12e bataillon d'infanterie de marine (dissous)
- 13e bataillon d'infanterie de marine (dissous)
- 14e bataillon d'infanterie de marine (dissous)
- 15e bataillon d'infanterie de marine (dissous)
- 16e bataillon d'infanterie de marine (dissous)
- 17e bataillon d'infanterie de marine (dissous)
- 18e bataillon d'infanterie de marine (dissous)
- 19e bataillon d'infanterie de marine (dissous)
- 20e bataillon d'infanterie de marine (dissous)
- 21e bataillon d'infanterie de marine (dissous)
- 22e bataillon d'infanterie de marine (dissous)
- 23e bataillon d'infanterie de marine (dissous)
- 24e bataillon d'infanterie de marine (dissous)
- 25e bataillon d'infanterie de marine (dissous)
- 26e bataillon d'infanterie de marine (dissous)
- 27e bataillon d'infanterie de marine (dissous)
- 41e bataillon d'infanterie de marine (dissous)
- 43e bataillon d'infanterie de marine

## Interarmes
- 1er régiment interarmes d'outre-mer (dissous)
- 4e régiment interarmes d'outre-mer (dissous)
- 5e régiment interarmes d'outre-mer
- 6e régiment interarmes d'outre-mer (dissous)
- 7e régiment interarmes d'outre-mer (dissous)
- 10e régiment interarmes d'outre-mer (dissous)
- 28e régiment interarmes d'outre-mer (dissous)
- 57e régiment interarmes d'outre-mer (devenu 5e RIAOM)

## Artillerie
- 1er régiment d'artillerie de marine (dissous)
- 3e régiment d'artillerie de marine
- 6e régiment d'artillerie de marine (dissous)
- 11e régiment d'artillerie de marine
- 7e GAAMa (7e Groupe d'Artillerie Antiaérienne de Marine) (transformé en 57e RA le 1er novembre 1970).

## Chars
- 1er Régiment d'infanterie de marine

- Régiment d'infanterie-chars de marine

## Génie
- 17e régiment colonial du génie (dissous)
- 71e régiment du génie (dissous)
- 72e bataillon du génie (dissous)